# Oldřich Rafaj
Oldřich Rafaj (25. dubna 1934, Zubří (u Rožnova pod Radhoštěm) – 29. dubna 2010, Praha) byl český literární historik, kritik, básník a překladatel, bratr (dvojče) prozaika Miroslava Rafaje.

## Život
Vyrůstal v rodině krejčího. Po maturitě na reálném gymnáziu v Novém Jičíně roku 1953 vystudoval na Masarykově univerzitě v Brně češtinu a polštinu (studium úspěšně dokončil roku 1958, roku 1967 získal titul doktora filozofie). Po základní vojenské službě byl od roku 1960 redaktorem Krajského nakladatelství v Ostravě, od roku 1965 redaktorem pražského nakladatelství Československý spisovatel a na přelomu let 1967–1968 Literárních novin. Pak krátce pracoval v Úřadu pro tisk a informace, od roku 1969 byl redaktorem časopisu Květy a od roku 1970 šéfredaktorem literárně-dramatické redakce Československého rozhlasu. Postupně se stal jednou z ústředních postav normalizačního Svazu českých spisovatelů, a proto se roku 1974 stal šéfredaktorem Literárního měsíčníku, který aktivně prosazoval normalizační kulturní politku. Od ledna roku 1989 do ledna roku 1990 byl ředitelem nakladatelství a vydavatelství Panorama.

## Dílo
Je autorem marxisticky orientovaných literárních studií a od 80. let i básnických knih. Jeho verše jsou politicky proklamativní, jsou založené na černobíle prezentované polaritě světa a zpracovávají témata jako je láska k socialistické vlasti, nacistická zvěrstva z doby okupace, osvobození Československa rudou armádou atp. Rozhlasová hra Soudruhům, kteří přijdou po nás (1973) zpracovává téma posledních dnů Julia Fučíka. Své literárněkritické práce, které publikoval od 70. let v Literárním měsíčníku, v Tvorbě a v Rudém právu, knižně je postupně vydal ve čtyřech svazcích. Od poloviny devadesátých let publikoval především přírodní lyriku. Překladatelsky se zaměřoval zejména na současnou polskou a slovenskou literaturu.

### Odborné práce
- Černá země (1962), krajová čítanka pro vyučování české literatuře na Ostravsku, společně se Zdeňkem Robenkem.
- Literatura a současnost (1963), dějiny literatury na Ostravsku z let 1945–1961.
- Slovník spisovatelů – Polsko (1974), autor některých hesel.
- Zápas o současnost (1978), první svazek autorových literárněkritických prací, jejichž těžištěm je období normalizace po prvním sjezdu Svazu českých spisovatelů.
- Portréty (1979), monograficky pojaté medailony autorů ostravského regionu (například František Sokol-Tůma, Metoděj Jahn, Petr Bezruč, Josef Strnadel, Dušan Cvek a další)
- O literaturu našich dní (1981), druhý svazek autorových literárněkritických prací.
- Literatura a čas (1985), třetí svazek autorových literárněkritických prací.
- Meziúčty (1989), čtvrtý svazek autorových literárněkritických prací.
- Život a dílo Metoděje Jahna (2011).

### Básnické sbírky
- To nejbližší (1980), básnická sbírka vyjadřující angažovaný postoj k životu.
- Tři poémy a Testament (1984), obsahuje čtyři díla: Poému o prstenu, Slezskou poému, Poému o dětech a Testament.
- Báseň o zemi (1985).
- Most (1985).
- Noční přesun (1986).
- Psí čas (1995), vydáno v Mnichově pod pseudonymem Josef Klaner.
- Černé blesky (1996), vydáno pod pseudonymem Josef Klaner.
- Prameny cest (2001).
- Paměť srdce (2005).
- Nezapomeň (2006), rozšířené vydání sbírky Prameny cest.
- Na břehu domova (2006).
- Touha po životě (2007).)

### Rozhlasová hra
- Soudruhům, kteří přijdou po nás (1973), hra zpracovává téma posledních dnů Julia Fučíka.

## Překlady

### Překlady z řečtiny
- 1962 – Janis Ritsos: Ostrava, společně s Věnceslavem Juřinou za jazykové spolupráce Michalise Fulidise.

### Překlady z polštiny
- 1962 – Henryk Jasiczek: Krásné jak housle, společně Erichem Sojkou.
- 1967 – Henryk Jasiczek: Pokus o smír, společně s Erichem Sojkou a Janem Pilařem.
- 1969 – Stanisław Lem: Lov.
- 1974 – Paměť, moderní polská poezie.
- 1974 – Jarosław Iwaszkiewicz: Mrtvá paseka.
- 1976 – Marian Grześczak: Vypouštění skřivánka.
- 1978 – Stanisław Lem: Příběhy pilota Pirxe, společně s Jaroslavem Simonidesem a Lenkou Stachovou.
- 1980 – Marian Grześczak: Člověk zvedá břemena.

### Překlady ze slovenštiny
- 1976 – Andrej Plávka: Bdění.
- 1979 – Maša Haľamová: Dar.
- 1981 – Vladimír Reisel: Sen o slunci.
- 1982 – Obřad s plamenem, výbor z deseti slovenských básníků.
- 1986 – Pavel Koyš: Denní ohně.
- 1989 – Mikuláš Kováč: Půlnoční jabloň.